# Rock Bottom (album, Offenbach)
Albums de Offenbach
En Fusion
(1980) Coup de Foudre!!
(1981)
Singles
1. Rock Botton/High Down (1980)
2. Strange Time/Georgia On My Mind (1980)modifier

Pour les articles homonymes, voir Rock Bottom.
Rock Bottom est le cinquième album studio d'Offenbach, sorti en 1980. C'est leur deuxième disque en anglais après Never Too Tender sorti en 1976 et tout comme celui-ci, il est passé complètement inaperçu. Il contient la chanson Georgia On My Mind de Hoagy Carmichael et Stuart Gorrell que le groupe gardera longtemps dans son répertoire.

## Contenu
| No  | Titre               | Durée |
| --- | ------------------- | ----- |
| 1.  | Strange Time        | 3:05  |
| 2.  | Takin' You Back     | 3:04  |
| 3.  | Ode To The Road     | 3:32  |
| 4.  | Don't Give It Up    | 3:12  |
| 5.  | Georgia On My Mind  | 4:17  |
| 6.  | Ride, Ride, Ride    | 3:06  |
| 7.  | High Down           | 3:37  |
| 8.  | Sad Song            | 3:45  |
| 9.  | Someone On The Line | 3:48  |
| 10. | Rock Bottom         | 3:32  |

## Personnel
- Gerry Boulet : Orgue Hammond, piano, chant
- John McGale : Guitare, saxophone, chœurs
- Jean Johnny Gravel : Guitare, chœurs
- Breen Leboeuf : Basse, chant (9), chœurs
- Bob Harrison : Batterie

- Musicien supplémentaire : 
- Dave Turner: Saxophone alto (5)
- Arrangements des cordes et des cuivres: Vic Vogel

## Production
- Réalisation : Alain DeGrosbois, Offenbach
- Prise de son : Louis Gauthier assisté de Evelyne Hertel
- Mixage : Louis Gauthier assisté de Evelyne Hertel
- Studio : studio Marko, Studio A, Le mobile Filtroson
- Gravure : Don Romeo, Franford Wayne Mastering lab. (New York)
- Production : CBC, Spectra Scène, Offenbach ; producteurs exécutifs: Alain Simard, André Ménard, Denyse Mc Cann.
- Pochette - Conception : Guy Lévesque; photos : Jean-Marc Petit